# کشیم آتیتلان
کشیم آتیتلان(نام علمی: Podilymbus gigas) نام یک گونه منقرض‌شده از تیره کشیم است.